# Burg Dattenhausen
Die Burg Dattenhausen ist eine abgegangene mittelalterliche Niederungsburg am Ostufer der Egau etwa 200 Meter östlich der Kirche in Dattenhausen, einem heutigen Ortsteil der Gemeinde Ziertheim im Landkreis Dillingen an der Donau in Bayern.
Die Erbauungszeit der Burg ist unklar. Als Besitzer werden die Hürnheim von Katzenstein genannt. 1411 hatte die Burg ein Ulrich von Rammingen als Pfand. Heute ist die Burgstelle als mittelalterlicher Burgstall ein Bodendenkmal (D-7-7328-0076).